# 河流鸟属
河流鸟属（学名：Potamornis）是种生存于晚白垩世马斯特里赫特期的史前不飞鸟。其遗骸发现于美国巴克溪的兰斯组，蒙大拿州的地狱溪组上部也发现了疑似残骸，化石时期处在古新世达宁期，但可能经历过再沉积该属只有一个物种：斯氏河流鸟（Potamornis skutchi），命名于2001年。
该属几乎可以确认为黄昏鸟目成员，这是一类不会飞的无齿潜鸟，分布于中生代的海洋。其确切亲缘关系不明，隅骨在某些方面较为独特，但在系统发育分析中显然与黄昏鸟科（“典型黄昏鸟目”）存在更多共有衍征，因此河流鸟很可能是种具有不同特化食性的黄昏鸟类。虽然它像许多（会飞或不会飞的）潜水鸟类一样笨重，但体重可能只有1.5或2公斤。这就产生了一种可能，即黄昏鸟目不仅有会飞的成员（大洋鸟），也可能独立进化出了不会飞的成员。